# Holttumia
Holttumia es un género de hongos en la familia Xylariaceae.